# Povestiri din lumea Mării Negre
Povestiri din lumea Mării Negre este un film românesc din 1962 regizat de Dona Barta.